# Список эпизодов телесериала «Мамаша»
Список серий американского ситкома «Мамочка», премьера которого состоялась 23 сентября 2013 году. Главные роли в телесериале исполняют Анна Фэрис и Эллисон Дженни. Создателями сериала являются Чак Лорри, Джемма Бэйкер и Эдди Городецки.
13 марта 2014, CBS продлил телесериал на второй сезон.

## Обзор сезонов
| Сезон | Сезон | Эпизоды | Даты показа      | Даты показа    | Рейтинг Нильсена | Рейтинг Нильсена       |
| Сезон | Сезон | Эпизоды | Премьера         | Финал          | Ранк             | Зрители США (миллионы) |
| ----- | ----- | ------- | ---------------- | -------------- | ---------------- | ---------------------- |
|       | 1     | 22      | 23 сентября 2013 | 14 апреля 2014 | 42               | 8,34                   |
|       | 2     | 22      | 30 октября 2014  | 30 апреля 2015 | 26               | 11,79                  |
|       | 3     | 22      | 5 ноября 2015    | 19 мая 2016    | 40               | 9,64                   |
|       | 4     | 22      | 27 октября 2016  | 11 мая 2017    | 29               | 9.43                   |
|       | 5     | 22      | 2 ноября 2017    | 10 мая 2018    | 19               | 10.96                  |
|       | 6     | 22      | 27 сентября 2018 | 9 мая 2019     | 23               | 10,22                  |
|       | 7     | 20      | 26 сентября 2019 | 16 апреля 2020 | 31               | 8,52                   |
|       | 8     | 18      | 5 ноября 2020    | 13 мая 2021    | 32               | 7.05                   |

## Эпизоды

### Сезон 1 (2013-14)
| № общий | № в сезоне | Название                                                                                               | Режиссёр        | Автор сценария                                                                       | Дата премьеры    | Произв. код | Зрители в США (млн) |
| ------- | ---------- | --- | --------------- | ------------------------------------------------------------------------------------ | ---------------- | ----------- | ------------------- |
| 1       | 1          | «Пилотный эпизод» «Pilot»                                                                              | Памела Фрайман  | Чак Лорри, Джемма Бэйкер, Эдди Городецки                                             | 23 сентября 2013 | 276061      | 7.99                |
| 2       | 2          | «Тест на беременность и азиатский енот» «A Pee Stick and an Asian Raccoon»                             | Гари Хэлворсон  | Чак Лорри, Эдди Городецки, Ник Бэкей                                                 | 30 сентября 2013 | 4X5402      | 7.00                |
| 3       | 3          | «Маленький нервный кризис и вилка не в том месте» «A Small Nervous Meltdown and a Misplaced Fork»      | Гари Хэлворсон  | Чак Лорри, Эдди Городецки, Ник Бэкей                                                 | 7 октября 2013   | 4X5403      | 6.86                |
| 4       | 4          | «Ненависть и носки» «Loathing and Tube Socks»                                                          | Джефф Гринштейн | Чак Лорри, Ник Бэкей Джемма Бэйкер                                                   | 14 октября 2013  | 4X5404      | 7.44                |
| 5       | 5          | «Шесть тысяч контрабандных футболок и сумка Прада» «Six Thousand Bootleg T-Shirts and a Prada Handbag» | Джеймс Уиддоуз  | Чак Лорри, Эдди Городецки, Ник Бэкей, Джемма Бэйкер                                  | 21 октября 2013  | 4X5405      | 7.28                |
| 6       | 6          | «Воздержание и пудинг» «Abstinence and Pudding»                                                        | Джефф Гринштейн | Чак Лорри, Эдди Городецки, Ник Бэкей, Джемма Бэйкер                                  | 28 октября 2013  | 4X5406      | 6.64                |
| 7       | 7          | «Эстроген и плотный завтрак» «Estrogen and a Hearty Breakfast»                                         | Джеймс Уиддоуз  | Чак Лорри, Эдди Городецки, Ник Бэкей, Джемма Бэйкер, Алисса Ньюбауэр                 | 4 ноября 2013    | 4X5407      | 7.38                |
| 8       | 8          | «Большой сюрприз и клубничная смазка» «Big Sur and Strawberry Lube»                                    | Джефф Гринштейн | Чак Лорри, Эдди Городецки, Ник Бэкей, Джемма Бэйкер, Кристин Зандер, Алисса Ньюбауэр | 11 ноября 2013   | 4X5408      | 6.96                |
| 9       | 9          | «Зомби и Кобб салат» «Zombies and Cobb Salad»                                                          | Бетси Томас     | Чак Лорри, Эдди Городецки, Ник Бэкей, Джемма Бэйкер, Кристин Зандер, Алисса Ньюбауэр | 18 ноября 2013   | 4X5409      | 6.82                |
| 10      | 10         | «Вафли и ванна с привилегиями» «Belgian Waffles and Bathroom Privileges»                               | Джефф Гринштейн | Чак Лорри, Эдди Городецки, Ник Бэкей, Джемма Бэйкер, Кристин Зандер, Алисса Ньюбауэр | 25 ноября 2013   | 4X5410      | 7.36                |
| 11      | 11         | «Сахарная вата и молотая рыба» «Cotton Candy and Blended Fish»                                         | Джефф Гринштейн | Чак Лорри, Эдди Городецки, Ник Бэкей, Джемма Бэйкер                                  | 2 декабря 2013   | 4X5412      | 7.68                |
| 12      | 12         | «Говяжья свинина и наручники» «Corned Beef and Handcuffs»                                              | Джон Крайер     | Чак Лорри, Эдди Городецки, Ник Бэкей, Джемма Бэйкер, Кристин Зандер, Алисса Ньюбауэр | 16 декабря 2013  | 4X5411      | 7.44                |
| 13      | 13         | «Горячий суп и крыша» «Hot Soup and Shingles»                                                          | Энтони Рич      | Чак Лорри, Ник Бэкей, Джемма Бэйкер, Эдди Городецки, Хейли Мортисон                  | 13 января 2014   | 4X5413      | 8.50                |
| 14      | 14         | «Кожаная колыбель и средневековая лежанка» «Leather Cribs and Medieval Rack»                           | Тэд Возз        | Чак Лорри, Эдди Городецки, Ник Бэкей, Джемма Бэйкер, Хейли Мортисон                  | 20 января 2014   | 4X5414      | 8.27                |
| 15      | 15         | «Клубничная жвачка и дыра от пули» «Fireballs and Bullet Holes»                                        | Тэд Возз        | Чак Лорри, Эдди Городецки, Ник Бэкей, Марко Пеннетте                                 | 27 января 2014   | 4X5415      | 9.58                |
| 16      | 16         | «Ницше и поход за пивом» «Nietzsche and a Beer Run»                                                    | Тэд Возз        | Чак Лорри, Эдди Городецки, Ник Бэкей, Джемма Бэйкер                                  | 3 февраля 2014   | 4X5416      | 9.11                |
| 17      | 17         | «Настоящая тюрьма и японское порно» «Jail, Jail and Japanese Porn»                                     | Джеймс Уиддоуз  | Чак Лорри, Эдди Городецки, Ник Бэкей, Джемма Бэйкер, Марко Пеннетте                  | 24 февраля 2014  | 4X5417      | 7.25                |
| 18      | 18         | «Узи и короткий топик» «Sonograms and Tube Tops»                                                       | Джефф Гринштейн | Чак Лорри, Эдди Городецки, Ник Бэкей, Джемма Бэйкер, Марко Пеннетте                  | 3 марта 2014     | 4X5418      | 8.42                |
| 19      | 19         | «Туалетное вино и игра в сэндвич» «Toilet Wine and the Earl of Sandwich»                               | Джефф Гринштейн | Чак Лорри, Джемма Бэйкер, Алисса Ньюбауэр                                            | 17 марта 2014    | 4X5419      | 7.05                |
| 20      | 20         | «Неуклюжая мартышка и изогнутая матка» «Clumsy Monkeys and a Tilted Uterus»                            | Джефф Гринштейн | Чак Лорри, Джемма Бэйкер, Алисса Ньюбауэр, Марко Пеннетте                            | 24 марта 2014    | 4X5420      | 7.35                |
| 21      | 21         | «Разбитые мечты и закупоренные артерии» «Broken Dreams and Blocked Arteries»                           | Джеймс Уиддоуз  | Чак Лорри, Эдди Городецки, Ник Бэкей, Марко Пеннетте                                 | 31 марта 2014    | 4X5421      | 7.27                |
| 22      | 22         | «Пыхтящий Тайлер и признание умирающего» «Smokey Taylor and a Deathbed Confession»                     | Джефф Гринштейн | Марко Пеннетте, Эдди Городецки, Джемма Бэйкер, Алисса Ньюбауэр                       | 14 апреля 2014   | 4X5422      | 6.86                |

### Сезон 2 (2014-15)
| № | #  | Название                                                                                           | Режиссёр        | Сценарист                                            | Дата показа в США | Код серии | Зрители США (миллионы) |
| --- | -- | -------------------------------------------------------------------------------------------------- | --------------- | ---------------------------------------------------- | ----------------- | --------- | ---------------------- |
| 23 | 1  | «Гепатит и лимонная цедра» «Hepatitis and Lemon Zest»                                              | Тед Уосс        | Чак Лорри, Эдди Городецки                            | 30 октября 2014   | 4X6701    | 11.13                  |
| У Кристи начинаются повторяющиеся кошмары о рецидиве и по совету Марджори она принимает новую подопечную Джилл (Джейми Прессли) под своё крыло. Когда Бонни узнаёт от арендодателя , что Кристи три месяца не платит аренду, Кристи признаётся , что она проиграла , когда пыталась выиграть достаточно для аренды. Бонни и Марджори дают ей достаточно денег для аренды за один месяц , но Кристи, услышав как шеф-Руди делает ставку на футбольный матч колледжа, не может противостоять попытке умножить арендную плату за один месяц в аренду за три месяца: Она выигрывает свою ставку, но её грабят, после того как она приходит за выигрышем, заставляя семью переехать из дома и в мотель. Значение названия: Кристи распространяет слух о конкурирующей официанткой и должна терпеть насмешки шефа-Руди. |    | |                 |                                                      |                   |           |                        |
| 24 | 2  | «Инжирный пудинг и похищение» «Figgy Pudding and the Rapture»                                      | Тед Уосс        | Чак Лорри, Сьюзэн МакМартин                          | 6 ноября 2014     | 4X6702    | 10.80                  |
| Семья Кристи остаются без крова, после инцидента в мотеле. Алвин едет в гости к Кристи в старый дом и не обнаруживает никого, кроме Бакстера, который пользуется её душем. Позже, хозяин помещения, говорит что Кристи сбежала посреди ночи, что раздражает Алвина. Значение названия: Бонни произносит саркастическую молитву и внезапное исчезновение Кристи. |    | |                 |                                                      |                   |           |                        |
| 25 | 3  | «Куриные наггетсы и тройное убийство» «Chicken Nuggets and a Triple Homicide»                      | Тед Уосс        | Чак Лорри, Майк Байндер                              | 13 ноября 2014    | 4X5403    | 11.07                  |
| Кристи и Бонни встречают женщину на собрании анонимных алкоголиков, которая сдаёт им в аренду красивый дом в пригороде по смешном цене. Кристи и Бонни пытаются узнать почему аренда такая маленькая и агент по продаже недвижимости, наконец, признаёт, что три человека и собака были убиты в этом доме. Между тем, Бонни выступает посредником между Алвином и Кристи, и в конце концов они мирятся. Значение названия: Кристи приносит еду на вынос для Роско и история о тройном убийстве в съёмном доме. |    | |                 |                                                      |                   |           |                        |
| 26 | 4  | «Липовое резюме и рекомендуемая дозировка» «Forged Resumes and the Recommended Dosage»             | Тед Уосс        | Чак Лорри, Ник Бэкей                                 | 20 ноября 2014    | 4X6704    | 10.19                  |
| Кристи беспокоится, когда поведение Вайолет становится похоже на поведение её и её матери в дни их алкогольной жизни. Она напоминает Вайолет, что причина, почему она отказалась от своего ребёнка в том, что она поступить в колледж и построить своё будущее, но Вайолет говорит, что она не может сделать это, пока не знает, что её ребёнок находится в безопасности. После посещения Тейлоров Вайолет видит, что о её ребёнке хорошо заботятся. Между тем, Бонни безуспешно пытается лгать ей путь на собеседованиях, прежде чем, наконец, получает работу в качестве смотрителя дома, в котором её семье дадут бесплатную квартиру. Значение названия: Серия неудачных собеседований Бонни и аллергия на кошек Кристи.                                                                                      |    | |                 |                                                      |                   |           |                        |
| 27 | 5  | «Кимчи и обезьянка с губной гармошкой» «Kimchi and a Monkey Playing Harmonica»                     | Тед Уосс        | Чак Лорри, Эдди Городецки                            | 27 ноября 2014    | 4X6705    | 7.30                   |
| У Кристи смешанные чувства по поводу новой, богатой, подруги Бакстера — Кэндис (Сара Рю), которые перевешивают в отрицательную сторону , когда Роско начинает хвастать обо всех вещах, подаренных ему Кэндис, которые Кристи не может купить. В то же время, отношения Бонни и Алвина выходят на новый уровень, и беседа с Марджори убеждает Бонни , что она должна замедлить ход событий. Значение названия: Бакстер получает работу в корейском автосалоне, а Бонни находит интернет-мем на YouTube при поиске решения проблемы на своей новой работе. |    | |                 |                                                      |                   |           |                        |
| 28 | 6  | «Бешеные глаза и мокрый Брэд Питт» «Crazy Eyes and a Wet Brad Pitt»                                | Тед Уосс        | Джемма Бэйкер, Алиса Городецки, Адам Чейз            | 4 декабря 2014    | 4X6706    | 8.61                   |
| Бонни и Кристи являются купаются в роскоши, когда Джилл, богатая подопечная Кристи, просит их, составить ей компанию в своём загородном особняке так кая её недавно выпустили из реабилитационного центра. Вскоре Кристи обнаруживают, что они могут не справиться с частыми рецидивами Джилл. Значение названия: Неуравновешенное поведение Джилл по отношению к Кристи и Бонни смотрит фильм в домашнем кинотеатре Джилл. |    | |                 |                                                      |                   |           |                        |
| 29 | 7  | «Мыльные глаза и безупречная репутация» «Soapy Eyes and a Clean Slate»                             | Тед Уосс        | Алиса Городецки, Чак Лорри                           | 11 декабря 2014   | 4X6707    | 10.75                  |
| Кристи обижается на Бакстера, когда он предлагает ей чтобы Роско жил 2 недели в месяц у него, пока Вайолет не помогает ей понять, что, несмотря на его недостатки, Бакстер всегда был рядом для неё и Роско, когда Кристи была в запое. Бонни признаётся во всех ошибках прошлого перед Алвином, чтобы они могли двигаться дальше. Значение названия: Бонни посещает квартиру арендатора и её признания Алвину о её прошлом. |    | |                 |                                                      |                   |           |                        |
| 30 | 8  | «Бесплатная терапия и распродажа вещей мёртвой женщины» «Free Therapy and a Dead Lady's Yard Sale» | Тед Уосс        | Чак Лорри, Сьюзэн МакМартин                          | 18 декабря 2014   | 4X6708    | 10.01                  |
| Когда Бонни и Кристи ловят Вайолет на измене Люку, они решают направить её к психотерапевту, но нелицеприятная семейная тайна выходит наружу, когда их приглашают присоединиться к сеансу терапии Вайолет. Значение названия: Терапевт в бесплатной клинике и распродажа вещей, устроенная Бонни в связи со смертью арендатора. |    | |                 |                                                      |                   |           |                        |
| 31 | 9  | «Годзиллаи веточка мяты» «Godzilla and a Sprig of Mint»                                            | Тед Уосс        | Ник Бэкей, Чак Лорри                                 | 8 января 2015     | 4X6709    | 12.29                  |
| Вечер Кристи в одиночестве принимает неожиданный оборот , когда она встречает своего привлекательного, одинокого соседа, Энди ( Колин Хэнкс ). Кроме того , Бонни и романтические планы Алвина срываются из-за бывшей жены Альвина, Лоррейн. Значение названия: Прозвище Алвина для бывшей жены и его романтический вечер с Бонни. |    | |                 |                                                      |                   |           |                        |
| 32 | 10 | «Голые и разгрузочная диета» «Nudes and a Six Day Cleanse»                                         | Джефф Гринштейн | Алиса Городецки, Шелдон Булл, Сьюзэн МакМартин       | 15 января 2015    | 4X6710    | 10.84                  |
| После понимания того что она была официанткой дольше, чем планировала, Кристи делает шаги к новой карьере. Воспользовавшись случайной встречей в своей группе анонимных алкоголиков, она соглашается на стажировку у компетентного, но жуткого адвоката. В то же время Бонни и Алвин пытаются вернуть свою молодость. Значение названия: Случай с Кристи и замечание от Вайолет. |    | |                 |                                                      |                   |           |                        |
| 33 | 11 | «Широкая улыбка и некрашеный потолок» «Three Smiles and an Unpainted Ceiling»                      | Энтони Рич      | Чак Лорри, Эдди Городецки                            | 22 января 2015    | 4X6711    | 11.05                  |
| Алвин и Бонни делают большой шаг в отношениях когда Алвин переезжает в квартиру напротив, но его неожиданная смерть поражает семью Планкетт. Значение названия: Термин Бонни для секса с Алвином и свободная квартира напротив её апартаментов. |    | |                 |                                                      |                   |           |                        |
| 34 | 12 | «Кошачий наполнитель и особо тяжкое преступление» «Kitty Litter and a Class A Felony»              | Джефф Гринштейн | Чак Лорри, Эдди Городецки                            | 29 января 2015    | 4X6712    | 11.78                  |
| Пытаясь справиться со своим собственным горем после смерти Алвина, Кристи вынуждена выполнять ремонтно-восстановительные работы, когда Бонни начинает соперничать с бывшей женой Алвина, которое усиливается до абсурда. Значение названия: Заменитель Кристи для пепла Алвина и ворвавшаяся в дом Лорейн Бонни. |    | |                 |                                                      |                   |           |                        |
| 35 | 13 | «Чизбургер, салат и джаз» «Cheeseburger Salad and Jazz»                                            | Тед Уосс        | Чак Лорри, Эдди Городецки                            | 5 февраля 2015    | 4X6713    | 11.65                  |
| Кристи обеспокоена тем, как Бонни переживает смерть Алвина и пытается отвести её на приём к бесплатному психотерапевту, чтобы тот оказал ей профессиональную помощь, но всё становится сложнее, когда водитель эвакуатора по имени Билл (Тоби Хасс), который имеет сходство с Алвином, приходит в их жизнь. Значение названия: Заказ Бонни в ресторане и её попытки переделать Билла, чтобы он стал походить на Алвина. |    | |                 |                                                      |                   |           |                        |
| 36 | 14 | «Бенито Поппинс и тёплая тыковка» «Benito Poppins and a Warm Pumpkin»                              | Тед Уосс        | Ник Бэкей, Брайт Анхор                               | 12 февраля 2015   | 4X6714    | 10.22                  |
| Когда Кристи неожиданно повышают до должности менеджера ресторана, она обнаруживает, что быть боссом не так уж и просто. Кроме того, у Бонни появляется враг в доме, который пытается сделать так, чтобы её уволили. Значение названия: Метафора Габриэля относительно Кристи и шантажирующая насмешка Бонни на встрече жильцов дома. |    | |                 |                                                      |                   |           |                        |
| 37 | 15 | «Фрикадельки из индейки и машина для побега» «Turkey Meatballs and a Getaway Car»                  | Тед Уосс        | Эдди Городецки, Марко Пеннетте, Сьюзэн МакМартин     | 26 февраля 2015   | 4X6715    | 8.30                   |
| Кристи обнаруживает, что больше всего она наслаждается сексом, когда есть риск попасться. В то же время, Марджори предлагает Бонни стать следующим секретарём женского собрания, но Бонни воспринимает эту роль слишком серьёзно. Значение названия: Бонни почти срывается и выпивает вино на дегустации в продуктовом магазине и воспоминания Марджори о её побеге с «Чёрными пантерами». |    | |                 |                                                      |                   |           |                        |
| 38 | 16 | «Грязные деньги и женщина по имени Майк» «Dirty Money and a Woman Named Mike»                      | Тед Уосс        | Шелдон Булл, Чак Лорри                               | 5 марта 2015      | 4X6716    | 9.67                   |
| Во время посещения своего друга Реджины в тюрьме, где её выпускают досрочно, после отсидки срока длинною в год, Кристи и Бонни в шоке, как тюрьма превратила её в религиозного фанатика. Кристи также рада, потому что Реджина быстро прощает ей её деньги, которые Кристи проиграла в азартные игры прочь украденные деньги. Значение названия: Деньги Реджины, которые та оставила Кристи перед тем как её посадили и воспоминания Марджори о бывшей сокамернице. |    | |                 |                                                      |                   |           |                        |
| 39 | 17 | «Памятная монета и уродливая голова» «A Commemorative Coin and a Misshapen Head»                   | Энтони Рич      | Чак Лорри, Сьюзэн МакМартин                          | 12 марта 2015     | 4X6717    | 9.09                   |
| Кристи и Бонни начинают волноваться, когда они узнают что Вайолет встречается со своим профессором психологии, который старше неё более чем на двадцать лет. Их опасения начинают усиливаться после того, как он просит у них её руки. Значение названия: Проигранная жеребьёвка Кристи и вопросы Бонни к Вайолет, чтобы выяснить по какой причине она скрывает от них своего парня. |    | |                 |                                                      |                   |           |                        |
| 40 | 18 | «Мыло на полу и толстяк на троне» «Dropped Soap and a Big Guy on a Throne»                         | Энтони Рич      | Чак Лорри, Джемма Бэйкер                             | 2 апреля 2015     | 4X6718    | 8.62                   |
| Кристи и Бонни подвергаются искушению, когда Бонни назначают обезболивающие из-за травмы спины; Бонни изнемогает. Значение названия: Бонни проскальзывания в душе, что привело к её травме и её медикаментозный разговор с парой миссионеров. |    | |                 |                                                      |                   |           |                        |
| 41 | 19 | «Картофельное пюре и немного оксида азота» «Mashed Potatoes and a Little Nitrous»                  | Джеймс Уиддоуз  | Чак Лорри, Марко Пеннетте                            | 9 апреля 2015     | 4X6719    | 9.03                   |
| У Бонни случается рецидив, но она это скрывает. Через какое-то время это выясняется, что приводит к большой ссоре между ней и Кристи. Кристи получает звонок от Бонни поздно ночью, в котором она говорит что она попала в тюрьму и просит Кристи выручить её; Кристи отказывается. Значение названия: Прерванное свидание из-за чувствительного зуба Бонни и стоматолог с этого свидания, который предлагает ей «заморозку». |    | |                 |                                                      |                   |           |                        |
| 42 | 20 | «Папа Римский и красное Феррари» «Sick Popes and a Red Ferrari»                                    | Джеймс Уиддоуз  | Алиса Городецки, Адам Чейз                           | 16 апреля 2015    | 4X6720    | 9.60                   |
| После рецидива Бонни, женщины с собрания анонимных алкоголиков пытаются помочь Бонни снова стать трезвенницей, но всё ещё злая Кристи не хочет быть частью этого. Значение названия: Ярость Кристи из-за заботы, которую получает Бонни и Джилл рассказывает про самоубийство её родной матери. |    | |                 |                                                      |                   |           |                        |
| 43 | 21 | «Нулевой пациент и шоколадный фонтан» «Patient Zero and the Chocolate Fountain»                    | Джеймс Уиддоуз  | Чак Лорри, Ник Бэкей, Марко Пеннетте, Эдди Городецки | 23 апреля 2015    | 4X6721    | 9.01                   |
| Спор Кристи и Бонни делает их незваными гостями, везде куда они идут. Значение названия: Шутка на пандемийную тематику от Кристи о обидой Бонни и шоколадный фонтан на тайной вечеринке Марджори. |    | |                 |                                                      |                   |           |                        |
| 44 | 22 | «Девчачьи штучки и вечное спасение» «Fun Girl Stuff and Eternal Salvation»                         | Джеймс Уиддоуз  | Алиса Городецки, Шелдон Булл                         | 30 апреля 2015    | 4X6722    | 8.78                   |
| Когда Роско объявляет, что он хочет жить со своим отцом в его новом доме, мир Кристи начинает рушиться, и её обида на Бонни затмевает её разум, заставив её повернуться спиной к Бонни и попытаться уйти. Тем не менее, она мириться с Бонни после того, как все её попытки уйти оканчиваются неудачей. Значение названия: Планы Джилл , чтобы отпраздновать то, что Кристи уехала от Бонни и Реджина высказывает Джилл за оскорбление её религиозного характера. |    | |                 |                                                      |                   |           |                        |

### Сезон 3 (2015 - 2016)
| № общий | № в сезоне | Название                                                                                | Режиссёр   | Автор сценария | Дата премьеры   | Зрители (млн) |
| --- | ---------- | --------------------------------------------------------------------------------------- | ---------- | -------------- | --------------- | ------------- |
| 45 | 1          | «Terrorists and Gingerbread» «Террористы и пряники»                                     | Неизвестно | Неизвестно     | 5 ноября 2015   | 7.28          |
| Кристи и Бонни имеют разные представления о прощении, когда мать Бонни, Ширли, которая бросила её в детстве, внезапно хочет быть частью их жизни. |            |                                                                                         |            |                |                 |               |
| 46 | 2          | «Thigh Gap and a Rack of Lamb»                                                          | Неизвестно | Неизвестно     | 12 ноября 2015  | 7.16          |
| 47 | 3          | «Mozzarella Sticks and a Gay Piano Bar»                                                 | Неизвестно | Неизвестно     | 19 ноября 2015  | 7.46          |
| 48 | 4          | «Sawdust and Brisket» «Опилки и грудинка»                                               | Неизвестно | Неизвестно     | 26 ноября 2015  | 6.72          |
| 49 | 5          | «A Pirate, Three Frogs and a Prince» «Пират, три лягушки и принц»                       | Неизвестно | Неизвестно     | 10 декабря 2015 | 6.87          |
| 50 | 6          | «Horny-Goggles and a Catered Intervention»                                              | Неизвестно | Неизвестно     | 17 декабря 2015 | 8.95          |
| 51 | 7          | «Kreplach and a Tiny Tush» «Креплах и крошечная задница»                                | Неизвестно | Неизвестно     | 7 января 2016   | 8.71          |
| 52 | 8          | «Snickerdoodle and a Nip Slip»                                                          | Неизвестно | Неизвестно     | 14 декабря 2016 | 8.33          |
| 53 | 9          | «My Little Pony and a Demerol Drip»                                                     | Неизвестно | Неизвестно     | 21 января 2016  | 8.49          |
| 54 | 10         | «Quaaludes and Crackerjack»                                                             | Неизвестно | Неизвестно     | 4 февраля 2016  | 7.96          |
| 55 | 11         | «Cinderella and a Drunk MacGyver»                                                       | Неизвестно | Неизвестно     | 11 февраля 2016 | 8.13          |
| 56 | 12         | «Diabetic Lesbians and a Blushing Bride» «Лесбиянки-диабетики и смущённая невеста»      | Неизвестно | Неизвестно     | 18 февраля 2016 | 8.68          |
| 57 | 13         | «Sticky Hands and a Walk on the Wild Side»                                              | Неизвестно | Неизвестно     | 25 февраля 2016 | 7.90          |
| 58 | 14         | «Death, Death, Death and a Bucket of Chicken» «Смерть, смерть, смерть и ведёрко курицы» | Неизвестно | Неизвестно     | 3 марта 2016    | 7.98          |
| 59 | 15         | «Nazi Zombies and a Two-Hundred Pound Baby» «Зомби-нацисты и стокилограммовый ребёнок»  | Неизвестно | Неизвестно     | 10 марта 2016   | 7.88          |
| 60 | 16         | «Cornflakes and the Hair of Three Men»                                                  | Неизвестно | Неизвестно     | 7 апреля 2016   | 7.17          |
| 61 | 17         | «Caperberries and a Glass Eye»                                                          | Неизвестно | Неизвестно     | 14 апреля 2016  | 7.46          |
| 62 | 18         | «Beast Mode and Old People Kissing» «Режим зверя и целующиеся старики»                  | Неизвестно | Неизвестно     | 21 апреля 2016  | 8.31          |
| 63 | 19         | «A Catheter and a Dipsy-Doodle»                                                         | Неизвестно | Неизвестно     | 28 апреля 2016  | 8.27          |
| 64 | 20         | «Pure Evil and a Free Piece of Cheesecake» «Чистое зло и бесплатный чизкейк»            | Неизвестно | Неизвестно     | 5 мая 2016      | 7.92          |
| 65 | 21         | «Mahjong Sally and the Ecstasy»                                                         | Неизвестно | Неизвестно     | 12 мая 2016     | 8.31          |
| 66 | 22         | «Atticus Finch and the Downtrodden» «Аттикус Финч и обездоленные»                       | Неизвестно | Неизвестно     | 19 мая 2016     | 8.14          |

### Сезон 4 (2016 - 2017)
| № общий | № в сезоне | Название                                                                                        | Режиссёр   | Автор сценария | Дата премьеры   | Произв. код | Зрители в США (млн) |
| ------- | ---------- | ----------------------------------------------------------------------------------------------- | ---------- | -------------- | --------------- | ----------- | ------------------- |
| 67      | 1          | «High-Tops and Brown Jacket» «Пуш-ап и коричневый Жакет»                                        | Неизвестно | Неизвестно     | 27 октября 2016 | 401         | 7.02                |
| 68      | 2          | «Sword Fights and a Dominican Shortstop» «"Ножницы" и Доминиканский Бейсболист»                 | Неизвестно | Неизвестно     | 3 ноября 2016   | 402         | 6.85                |
| 69      | 3          | «Sparkling Water & Ba-Dinkers» «Газированная вода и "колозвончики"»                             | Неизвестно | Неизвестно     | 10 ноября 2016  | 403         | 7.10                |
| 70      | 4          | «Curious George and the Big Red Nightmare» «Любопытный Джордж и "ужас летящий на крыльях ночи"» | Неизвестно | Неизвестно     | 17 ноября 2016  | 404         | 7.64                |
| 71      | 5          | «Blow and a Free McMuffin» «Миньет и бесплатный МакМаффин»                                      | Неизвестно | Неизвестно     | 24 ноября 2016  | 405         | 5.82                |
| 72      | 6          | «Xanax and a Baby Duck» «Ксанакс и утёнок»                                                      | Неизвестно | Неизвестно     | 1 декабря 2016  | 406         | 7.01                |
| 73      | 7          | «Cornbread and a Cashmere Onesie» «Кукурузный хлеб и кашемировые ползунки»                      | Неизвестно | Неизвестно     | 8 декабря 2016  | 407         | 7.48                |
| 74      | 8          | «Freckled Bananas and a Little Schwinn» «Пятнистые бананы и детский велосипед»                  | Неизвестно | Неизвестно     | 15 декабря 2016 | 408         | 8.23                |
| 75      | 9          | «Bad Hand and British Royalty» «Плохая рука и королевские особы»                                | Неизвестно | Неизвестно     | 5 января 2017   | 409         | 8.50                |
| 76      | 10         | «A Safe Word and a Rib Eye» «Стоп-слово и Рибай-стейк»                                          | Неизвестно | Неизвестно     | 12 января 2017  | 410         | 7.39                |
| 77      | 11         | «Good Karma and the Big Weird» «Плюсик в карму и большие странности»                            | Неизвестно | Неизвестно     | 19 января 2017  | 411         | 8.57                |
| 78      | 12         | «Wind Chimes and a Bottomless Pit of Sadness» «Китайские колокольчики и бездонная яма грусти»   | Неизвестно | Неизвестно     | 2 февраля 2017  | 412         | 8.71                |
| 79      | 13         | «A Bouncy Castle and an Aneursym» «Надувной замок и аневризма»                                  | Неизвестно | Неизвестно     | 9 февраля 2017  | 413         | 7.56                |
| 80      | 14         | «Roast Chicken and a Funny Story» «Жареный цыплёнок и смешная история»                          | Неизвестно | Неизвестно     | 16 февраля 2017 | 414         | 7.87                |
| 81      | 15         | «Night Swimmin' and an English Muffin» «Ночное купание и английский Маффин»                     | Неизвестно | Неизвестно     | 23 февраля 2017 | 415         | 7.62                |
| 82      | 16         | «Martinis and a Sponge Bath» «Мартини и ванна с мочалкой»                                       | Неизвестно | Неизвестно     | 9 марта 2017    | 416         | 7.50                |
| 83      | 17         | «Black Mold and an Old Hot Dog» «Чёрная плесень и старый хот-дог»                               | Неизвестно | Неизвестно     | 30 марта 2017   | 417         | 7.03                |
| 84      | 18         | «Tush Push and Some Radishes» «Туш-пуш и немного редиски»                                       | Неизвестно | Неизвестно     | 6 апреля 2018   | 418         | 7.50                |
| 85      | 19         | «Tantric Sex and the Sprouted Flute» «Тантрический секс и "Проросшая флейта"»                   | Неизвестно | Неизвестно     | 13 апреля 2017  | 419         | 6.84                |
| 86      | 20         | «A Cricket and a Hedge Made of Gold» «Сверчок и золотая изгородь»                               | Неизвестно | Неизвестно     | 27 апреля 2017  | 420         | 7.06                |
| 87      | 21         | «A Few Thongs and a Hawaiian Funeral» «Немного белья и гавайские похороны»                      | Неизвестно | Неизвестно     | 4 мая 2017      | 421         | 8.18                |
| 88      | 22         | «Lockjaw and a Liquid Diet» «Вывихнутая челюсть и жидкая диета»                                 | Неизвестно | Неизвестно     | 11 мая 2017     | 422         | 8.12                |

### Сезон 5 (2017 - 2018)
| № общий | № в сезоне | Название                                                                             | Режиссёр   | Автор сценария | Дата премьеры   | Произв. код | Зрители в США (млн) |
| ------- | ---------- | ------------------------------------------------------------------------------------ | ---------- | -------------- | --------------- | ----------- | ------------------- |
| 89      | 1          | «Twinkle Lights and Grandma Shoes»                                                   | Неизвестно | Неизвестно     | 2 ноября 2017   | T12.15701   | 8.46                |
| 90      | 2          | «Fish Town and Too Many Thank You's»                                                 | Неизвестно | Неизвестно     | 9 ноября 2017   | T12.15702   | 8.69                |
| 91      | 3          | «A Seafaring Ancestor and a Bloomin' Onion»                                          | Неизвестно | Неизвестно     | 16 ноября 2017  | T12.15703   | 8.39                |
| 92      | 4          | «Fancy Crackers and Giant Women» «Роскошные крекеры и гигантские женщины»            | Неизвестно | Неизвестно     | 23 ноября 2017  | T12.15704   | 7.89                |
| 93      | 5          | «Poodle Fuzz and a Twinge of Jealousy»                                               | Неизвестно | Неизвестно     | 30 ноября 2017  | T12.15705   | 8.59                |
| 94      | 6          | «Smooth Jazz and a Weird Floaty Eye» «Мягкий джаз и странный плавающий глаз»         | Неизвестно | Неизвестно     | 7 декабря 2017  | 506         | 8.78                |
| 95      | 7          | «Too Many Hippies and Huevos Rancheros» «Слишком много хиппи и мексиканская яичница» | Неизвестно | Неизвестно     | 14 декабря 2017 | 507         | 8.65                |
| 96      | 8          | «An Epi-Pen and a Security Cat» «Эпинифрин и сторожевой кот»                         | Неизвестно | Неизвестно     | 21 декабря 2017 | 508         | 8.85                |
| 97      | 9          | «Teenage Vampires and a White Russian» «Вампиры-подростки и «Белый Русский»»         | Неизвестно | Неизвестно     | 4 января 2018   | 509         | 9.88                |
| 98      | 10         | «A Bear and a Bladder Infection»                                                     | Неизвестно | Неизвестно     | 11 января 2018  | 510         | 9.54                |
| 99      | 11         | «Bert And Ernie And A Blessing Of The People»                                        | Неизвестно | Неизвестно     | 18 января 2018  | 511         | 9.26                |
| 100     | 12         | «Push-Down Coffee and a Working Turn Signal»                                         | Неизвестно | Неизвестно     | 1 февраля 2018  | 512         | 9.11                |
| 101     | 13         | «Pudding and a Screen Door»                                                          | Неизвестно | Неизвестно     | 1 марта 2018    | 513         | 9.01                |
| 102     | 14         | «Charlotte Brontë and a Backhoe»                                                     | Неизвестно | Неизвестно     | 8 марта 2018    | 514         | 9.06                |
| 103     | 15         | «Esta Loca and a Little Klingon»                                                     | Неизвестно | Неизвестно     | 29 марта 2018   | 515         | 8.56                |
| 104     | 16         | «Eight Cats and the Hat Show»                                                        | Неизвестно | Неизвестно     | 5 апреля 2018   | 516         | 8.34                |
| 105     | 17         | «Crazy Snakes and a Clog to the Head»                                                | Неизвестно | Неизвестно     | 12 апреля 2018  | 517         | 8.94                |
| 106     | 18         | «Spaghetti Sauce and a Dumpster Fire»                                                | Неизвестно | Неизвестно     | 19 апреля 2018  | 518         | 8.82                |
| 107     | 19         | «A Taco Bowl and a Tubby Seamstress»                                                 | Неизвестно | Неизвестно     | 26 апреля 2018  | 519         | 8.31                |
| 108     | 20         | «Ocular Fluid and Fighting Robots»                                                   | Неизвестно | Неизвестно     | 3 мая 2018      | 520         | 8.63                |
| 109     | 21         | «Phone Confetti and a Wee Dingle»                                                    | Неизвестно | Неизвестно     | 10 мая 2018     | 521         | 9.08                |
| 110     | 22         | «Diamond Earrings and a Pumpkin Head» «Бриллиантовые серьги и тыквенная голова»      | Неизвестно | Неизвестно     | 10 мая 2018     | 522         | 7.97                |

### Сезон 6 (2018 - 2019)
| № общий | № в сезоне | Название                                                                                             | Режиссёр       | Автор сценария                                                                                               | Дата премьеры    | Произв. код | Зрители в США (млн) |
| --- | ---------- | --- | -------------- | --- | ---------------- | ----------- | ------------------- |
| 111 | 1          | «Pre-Washed Lettuce and a Mime» «Предварительно промытый салат и пантомима»                          | Джеймс Уиддоуз | История: Джемма Бэйкер & Ник Бэкей & Алисса Нойбауэр Телеадаптация: Марко Пеннетте & Уоррен Белл & Адам Чейз | 27 сентября 2018 | 601         | 7.94                |
| Кристи передумала о юридической школе после тяжёлого первого дня, и Бонни страдает от расстроенного сна.                                                          |            | |                | |                  |             |                     |
| 112 | 2          | «Go-Go Boots and a Butt Cushion» «Гоу-гоу сапоги и подушка зад»                                      | Джеймс Уиддоуз | Неизвестно                                                                                                   | 4 октября 2018   | 602         | 7.83                |
| Когда Кристи решает, что больше не нуждается в анонимном игроке, Бонни яростно не соглашается.                                                                    |            | |                | |                  |             |                     |
| 113 | 3          | «Ambulance Chasers and a Babbling Brook» «Скорая помощь, охотники и журчащий ручей»                  | Джеймс Уиддоуз | Неизвестно                                                                                                   | 11 октября 2018  | 603         | 8.21                |
| Требовательный профессор права Кристи опирается на неё слишком сильно для поддержки, и план Бонни обмануть Адама в выборе места проведения свадьбы проваливается. |            | |                | |                  |             |                     |
| 114 | 4          | «Big Sauce and Coconut Water» «Большой соус и кокосовая вода»                                        | Джеймс Уиддоуз | Неизвестно                                                                                                   | 18 октября 2018  | 604         | 8.12                |
| Кристи уверена, что Бонни находится не в своём уме, когда она приглашает недавно условно освобождённую Тэмми остаться с ними.                                     |            | |                | |                  |             |                     |
| 115 | 5          | «Flying Monkeys and a Tank of Nitrous» «Летающие Обезьяны и бак с закисью»                           | Джеймс Уиддоуз | Неизвестно                                                                                                   | 25 октября 2018  | 605         | 7.98                |
| Когда муж Марджори умирает, дамы сопровождают её в поездке,чтобы увековечить его память.                                                                          |            | |                | |                  |             |                     |
| 116 | 6          | «Cottage Cheese and a Weird Buzz» «Творог и странный кайф»                                           | Джеймс Уиддоуз | Неизвестно                                                                                                   | 1 ноября 2018    | 606         | 7.90                |
| Кристи и Джилл сталкиваются из-за карточного долга, и новое хобби Бонни беспокоит Адама.                                                                          |            | |                | |                  |             |                     |
| 117 | 7          | «Puzzle Club and a Closet Party» «Клуб головоломок и вечеринка в шкафу»                              | Джеймс Уиддоуз | Неизвестно                                                                                                   | 8 ноября 2018    | 607         | 8.09                |
| Кристи и Венди помогают Джилл очистить её шкаф, который оказывается большей работой, чем ожидалось,Бонни, Марджори и Тэмми изучают новое хобби.                   |            | |                | |                  |             |                     |
| 118 | 8          | «Jell-O Shots and the Truth about Santa» «Желе выстрелы и правда о Санте»                            | Джеймс Уиддоуз | Неизвестно                                                                                                   | 15 ноября 2018   | 608         | 7.93                |
| 119 | 9          | «Pork Loin and a Beat-Up Monte Carlo» «Свиная корейка и потрёпанный Монте-Карло»                     | Джеймс Уиддоуз | Неизвестно                                                                                                   | 29 ноября 2018   | 609         | 7.47                |
| 120 | 10         | «Flamingos and a Dance-Based Exercise Class» «Фламинго и основанные упражнения танцевального класса» | Джеймс Уиддоуз | Неизвестно                                                                                                   | 6 декабря 2018   | 610         | 7.92                |
| 121 | 11         | «Foot Powder and Five Feet of Vodka» «Порошок для ног и пять футов водки»                            | Джеймс Уиддоуз | Неизвестно                                                                                                   | 13 декабря 2018  | 611         | 7.72                |
| 122 | 12         | «Hacky Sack and a Beautiful Experience»                                                              | Джеймс Уиддоуз | Неизвестно                                                                                                   | 10 января 2019   | 612         | 9.35                |
| 123 | 13         | «Big Floor Pillows and a Ball of Fire»                                                               | Джеймс Уиддоуз | Неизвестно                                                                                                   | 17 января 2019   | 613         | 8.45                |
| 124 | 14         | «Kalamazoo and a Bad Wedge of Brie»                                                                  | Джеймс Уиддоуз | Неизвестно                                                                                                   | 31 января 2019   | 614         | 8.55                |
| 125 | 15         | «Sparkling Banter and a Failing Steel Town»                                                          | Джеймс Уиддоуз | Неизвестно                                                                                                   | 14 февраля 2019  | 615         | 7.64                |
| 126 | 16         | «Skippy and the Knowledge Hole»                                                                      | Джеймс Уиддоуз | Неизвестно                                                                                                   | 21 февраля 2019  | 616         | 8.41                |
| 127 | 17         | «A Dark Closet and Therapy with Horses»                                                              | Джеймс Уиддоуз | Неизвестно                                                                                                   | 7 марта 2019     | 617         | 8.30                |
| 128 | 18         | «Soup Town and a Little Blonde Mongoose»                                                             | Неизвестно     | Неизвестно                                                                                                   | 4 апреля 2019    | 618         | 7.61                |
| 129 | 19         | «Lumbar Support and Old Pork»                                                                        | Джеймс Уиддоуз | Неизвестно                                                                                                   | 18 апреля 2019   | 619         | 6.62                |
| 130 | 20         | «Triple Dip and an Overhand Grip»                                                                    | Джеймс Уиддоуз | Неизвестно                                                                                                   | 25 апреля 2019   | 620         | 7.91                |
| 131 | 21         | «Fingers Guns and a Beef Bourguignon»                                                                | Джеймс Уиддоуз | Неизвестно                                                                                                   | 2 мая 2019       | 621         | 7.89                |
| 132 | 22         | «Crazy Hair and a Teeny Tiny Part of Canada»                                                         | Джеймс Уиддоуз | Неизвестно                                                                                                   | 9 мая 2019       | T12.16122   | 8.08                |

### Сезон 7 (2019 - 2020)
| № общий | № в сезоне | Название                                                                | Режиссёр       | Автор сценария | Дата премьеры    | Произв. код | Зрители в США (млн) |
| --- | ---------- | ----------------------------------------------------------------------- | -------------- | -------------- | ---------------- | ----------- | ------------------- |
| 133 | 1          | «Audrey Hepburn and a Jalepeño Pepper» «Одри Хепбёрн и перец Халепеньо» | Джеймс Уиддоуз | Неизвестно     | 26 сентября 2019 | 701         | 6.25                |
| В то время как Бонни изо всех сил пытается наслаждаться своим идеальным медовым месяцем с Адамом, Кристи делает некоторые сомнительные изменения в баре, пока их нет.                                          |            |                                                                         |                |                |                  |             |                     |
| 134 | 2          | «Pop Pop and a Puma»                                                    | Неизвестно     | Неизвестно     | 3 октября 2019   | 702         | 6.28                |
| 135 | 3          | «Goat Yogurt and Ample Parking»                                         | Неизвестно     | Неизвестно     | 10 октября 2019  | 703         | 5.78                |
| 136 | 4          | «Twirly Flippy Men and a Dirty Bird»                                    | Неизвестно     | Неизвестно     | 17 октября 2019  | 704         | 5.81                |
| 137 | 5          | «Fake Bacon and a Plan to Kill All of Us»                               | Неизвестно     | Неизвестно     | 24 октября 2019  | 705         | 6.34                |
| 138 | 6          | «Wile E. Coyote and a Pretentious Douche»                               | Неизвестно     | Неизвестно     | 7 ноября 2019    | 706         | 6.20                |
| 139 | 7          | «Pork Butt and a Mall Walker»                                           | Неизвестно     | Неизвестно     | 14 ноября 2019   | 707         | 6.28                |
| Бонни и Адам идут на двойное свидание с Джилл и Энди. Тэмми нанимает Кристи для посредничества в щекотливой ситуации с Марджори.                                                                               |            |                                                                         |                |                |                  |             |                     |
| 140 | 8          | «Chicken Hands And Toxic Narcissism»                                    | Неизвестно     | Неизвестно     | 21 ноября 2019   | 708         | 6.06                |
| 141 | 9          | «Tuna Florentine and a Clean Handoff»                                   | Неизвестно     | Неизвестно     | 5 декабря 2019   | 709         | 6.07                |
| Кристи и дамы сплачиваются вокруг Тэмми, когда она с трудом привыкает к досрочному освобождению. Кроме того, Бонни разочарована, когда её идеальный подарок на день рождения для Адама получает тёплый отклик. |            |                                                                         |                |                |                  |             |                     |
| 142 | 10         | «Higgledy-Piggledy and a Cat Show»                                      | Неизвестно     | Неизвестно     | 12 декабря 2019  | 710         | 6.25                |
| Бонни вынуждена вновь пережить болезненные рождественские воспоминания, когда Кристи рассказывает истории из своего детства подопечной Бонни, Патти.                                                           |            |                                                                         |                |                |                  |             |                     |
| 143 | 11         | «One Tiny Incision and a Coffin Dress»                                  | Неизвестно     | Неизвестно     | 9 января 2020    | 711         | 5.99                |
| 144 | 12         | «Silly Frills and a Depressed Garden Gnome»                             | Неизвестно     | Неизвестно     | 16 января 2020   | 712         | 6.30                |
| 145 | 13         | «Dammit Sandra and the Money Bus»                                       | Неизвестно     | Неизвестно     | 30 января 2020   | 713         | 6.08                |
| 146 | 14         | «Cheddar Cheese and a Squirrel Circus» «Сыр чеддар и беличий цирк»      | Неизвестно     | Неизвестно     | 6 февраля 2020   | 714         | 6.34                |
| 147 | 15         | «Somebody's Grandmother and the A-List»                                 | Неизвестно     | Неизвестно     | 13 февраля 2020  | 715         | 6.27                |
| 148 | 16         | «Judy Garland and a Sexy Troll Doll»                                    | Неизвестно     | Неизвестно     | 20 февраля 2020  | 716         | 6.28                |
| 149 | 17         | «Beef Baloney Dan and a Sarcastic No»                                   | Неизвестно     | Неизвестно     | 5 марта 2020     | 717         | 5.82                |
| 150 | 18         | «A Judgy Face and Your Grandma's Drawers»                               | Неизвестно     | Неизвестно     | 12 марта 2020    | 718         | 6.35                |
| 151 | 19         | «Texas Pete and a Parking Lot Carnival»                                 | Неизвестно     | Неизвестно     | 2 апреля 2020    | 719         | 7.62                |
| 152 | 20         | «Big Sad Eyes and a Wrinkled Hot Dog»                                   | Неизвестно     | Неизвестно     | 16 апреля 2020   | 720         | 7.14                |

### Сезон 8 (2020 - 2021)
| № общий | № в сезоне | Название                                                                                  | Режиссёр       | Автор сценария | Дата премьеры   | Произв. код | Зрители в США (млн) |
| ------- | ---------- | ----------------------------------------------------------------------------------------- | -------------- | --- | --------------- | ----------- | ------------------- |
| 153     | 1          | «Секс-ведро и полиция грамматики» «Sex Bucket and the Grammar Police»                     | Джеймс Уиддоуз | История: Джемма Бэйкер & Энн Флетт-Джиордано & Челси Майерс Телеадаптация: Алисса Ньюбауэр & Илана Верник & Адам Чейз | 5 ноября 2020   | T12.16601   | 4.82                |
| 154     | 2          | «Влюбленный Котенок и Крошечная Ошибка "Бу-Бу"» «Smitten Kitten and a Tiny Boo-boo Error» | Неизвестно     | История: Телеадаптация:                                                                                               | 12 ноября 2020  | T12.16602   | 5.21                |
| 155     | 3          | «Аромат и Безопасное Пространство для Всех» «Tang and a Safe Space for Everybody»         | Неизвестно     | История: Телеадаптация:                                                                                               | 19 ноября 2020  | T12.16603   | 5.07                |
| 156     | 4          | «Астронавты и Обрезки Жира» «Astronauts and Fat Trimmings»                                | Неизвестно     | История: Телеадаптация:                                                                                               | 3 декабря 2020  | T12.16604   | 5.32                |
| 157     | 5          | «Sober Wizard and a Woodshop Workshop»                                                    | Неизвестно     | История: Телеадаптация:                                                                                               | 17 декабря 2020 | T12.16605   | 4.59                |
| 158     | 6          | «Woo-woo Lights And An Onside Kick»                                                       | Неизвестно     | Неизвестно | 21 января 2021  | T12.16606   | 5.02                |
| 159     | 7          | «S'mores and a Sadness Cocoon»                                                            | Неизвестно     | Неизвестно | 11 февраля 2021 | T12.16607   | 5.45                |
| 160     | 8          | «Bloody Stumps and a Chemical Smell»                                                      | Неизвестно     | Неизвестно | 18 февраля 2021 | T12.16608   | 5.34                |
| 161     | 9          | «Whip-Its and Emotionally Attuned Babies»                                                 | Неизвестно     | Неизвестно | 25 февраля 2021 | T12.16609   | 5.18                |
| 162     | 10         | «Illegal Eels and the Cantaloupe Man»                                                     | Неизвестно     | Неизвестно | 4 марта 2021    | T12.16610   | 5.28                |
| 163     | 11         | «Strutting Peacock and Father O'leary»                                                    | Неизвестно     | Неизвестно | 11 марта 2021   | T12.16611   | 4.67                |
| 164     | 12         | «Tiny Dancer and an Impromptu Picnic»                                                     | Неизвестно     | Неизвестно | 1 апреля 2021   | T12.16612   | 5.00                |
| 165     | 13         | «Klondike-Five and a Secret Family»                                                       | Неизвестно     | Неизвестно | 8 апреля 2021   | T12.16613   | 4.93                |
| 166     | 14         | «Endorphins and a Toasty Tushy»                                                           | Неизвестно     | Неизвестно | 15 апреля 2021  | T12.16614   | 5.35                |
| 167     | 15         | «Vinyl Flooring and a Cartoon Bear»                                                       | Неизвестно     | Неизвестно | 22 апреля 2021  | T12.16615   | 5.04                |
| 168     | 16         | «Scooby-Doo Checks and Salisbury Steak»                                                   | Неизвестно     | Неизвестно | 29 апреля 2021  | T12.16616   | 5.30                |
| 169     | 17         | «A Community Hero and a Wide Turn»                                                        | Неизвестно     | Неизвестно | 6 мая 2021      | T12.16617   | 5.29                |
| 170     | 18         | «My Kinda People and the Big To-Do»                                                       | Неизвестно     | Неизвестно | 13 мая 2021     | T12.16618   | 6.17                |